# Bourletiella savona
Bourletiella savona är en urinsektsart som beskrevs av David J. Maynard 1951. Bourletiella savona ingår i släktet Bourletiella och familjen Bourletiellidae. Inga underarter finns listade.